# Tom Ridge
Thomas Joseph « Tom » Ridge, né le 26 août 1945 à Munhall (Pennsylvanie), est un homme politique américain. Membre du Parti républicain, il est représentant de la Pennsylvanie entre 1983 et 1995, gouverneur du même État entre 1995 et 2001 puis secrétaire à la Sécurité intérieure entre 2001 à 2005 dans l'administration du président George W. Bush.

## Biographie

### Origines et études
Issu d'une famille de la classe ouvrière, excellent élève à l'école, il gagne une bourse scolaire pour étudier à l'université Harvard, dont il sort diplômé avec les honneurs en 1967. Il fait son service militaire durant la guerre du Viêt Nam en tant que sergent dans l'infanterie et est décoré à de multiples reprises pour son courage et ses services rendus au pays.

### Carrière professionnelle et politique
Il revient à la vie civile en 1970 et termine en 1972 ses études de droit à l'université de Dickinson. En 1980, l'avocat Tom Ridge devient l'assistant du District attorney du comté d'Érié en Pennsylvanie.
En 1982, il est le premier vétéran du Viêt Nam à être élu à la Chambre des représentants des États-Unis sous l'étiquette républicaine, où il est réélu à chaque renouvellement de son mandat.
En 1994, Tom Ridge est élu gouverneur de Pennsylvanie sous les couleurs du Parti républicain et réélu en 1998.
Le gouverneur Ridge va laisser la trace d'un homme à poigne, promouvant des législations sur la loi et l'ordre, restreignant les conditions d'application du droit de grève et instituant une procédure judiciaire accélérée en matière de peine capitale, signant plus de 200 demandes d'exécutions.
Opposé au mariage entre personnes de même sexe, ce catholique pratiquant est néanmoins favorable au droit à l'avortement.
En 2001, il démissionne de son poste de gouverneur après sa nomination par George W. Bush comme conseiller du président pour la sécurité intérieure, nouvelle fonction créée après les attentats terroristes du 11 septembre 2001 à New York et Washington, D.C.. En janvier 2003, la fonction est élevée au rang de département exécutif fédéral et Tom Ridge devient le premier secrétaire à la Sécurité intérieure. Le nouveau département regroupe plus de 22 agences fédérales et emploie 180 000 agents.
Son administration est à l'origine des codes alarmes de couleurs (rouges, orange, vertes…), quotidiennement diffusées sur les chaînes d'infos en continu.
Le 30 novembre 2004, après la réélection de George W. Bush, il annonce sa démission de l'administration pour des raisons familiales, après 22 ans de vie politique. Il fait également part de son désir de revenir dans le secteur privé et de s'éloigner des affaires publiques. Il quitte ses fonctions le 1er février 2005 et est remplacé à titre intérimaire par son adjoint James Loy. Le 15 février, Michael Chertoff devient le 2e secrétaire à la Sécurité intérieure.

## Vie privée
Tom Ridge et son épouse Michele, mariés depuis 1979, sont les parents de deux enfants adoptés.